# Temmen-Ringenwalde
Temmen-Ringenwalde – gmina w Niemczech, w kraju związkowym Brandenburgia, w powiecie Uckermark, wchodzi w skład urzędu Gerswalde.